# NMS Constanța
NMS Constanța a fost o navă bază pentru submarine a Marinei Regale Române. Construită în Italia, nava a fost livrată României în anul 1931. În timpul celui de-al Doilea Război Mondial, armamentul navei a fost modificat semnificativ. Tunurile de calibru 102 mm au fost utilizate de puitorul de mine NMS Amiral Murgescu, nava bază fiind dotată cu tunuri antiaeriene Vickers de calibru 76 mm (folosite anterior de distrugătoarele din clasa R). Cele două tunuri antiaeriene de calibru 40 mm au fost înlocuite cu două tunuri automate de calibru 20 mm și două mitraliere antiaeriene Hotchkiss de calibru 13,2 mm. A fost confiscată de Uniunea Sovietică pe 5 septembrie 1944 și nu a mai fost returnată statului român, fiind casată în anul 1977.